# Louisa Stevenson

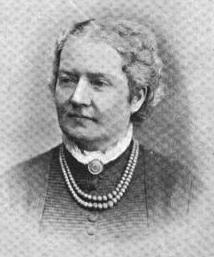
Louisa Stevenson, 1895

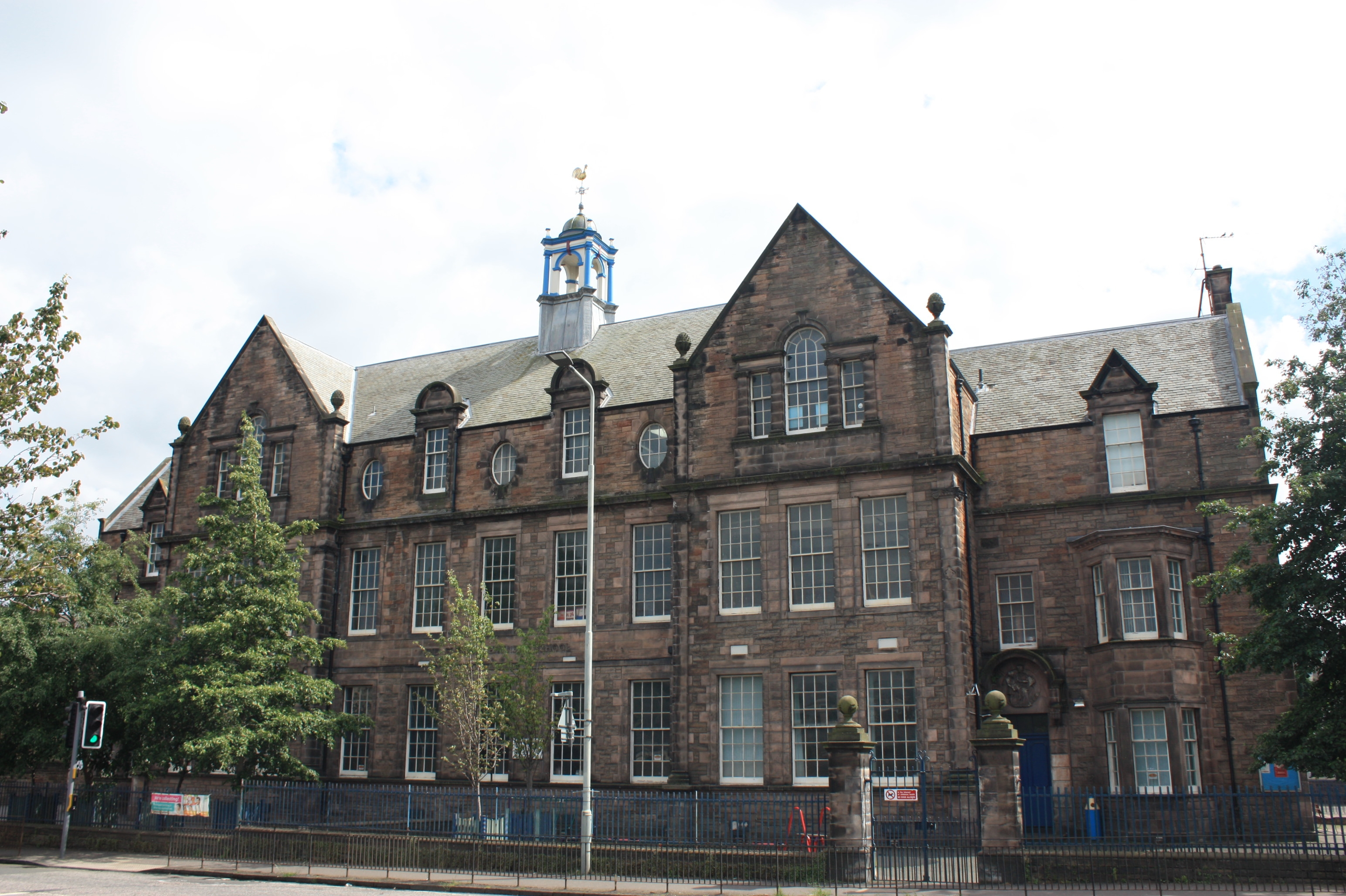
Flora Stevenson School, Comely Bank, Edinburgh, Gebäude von John Alexander Carfrae

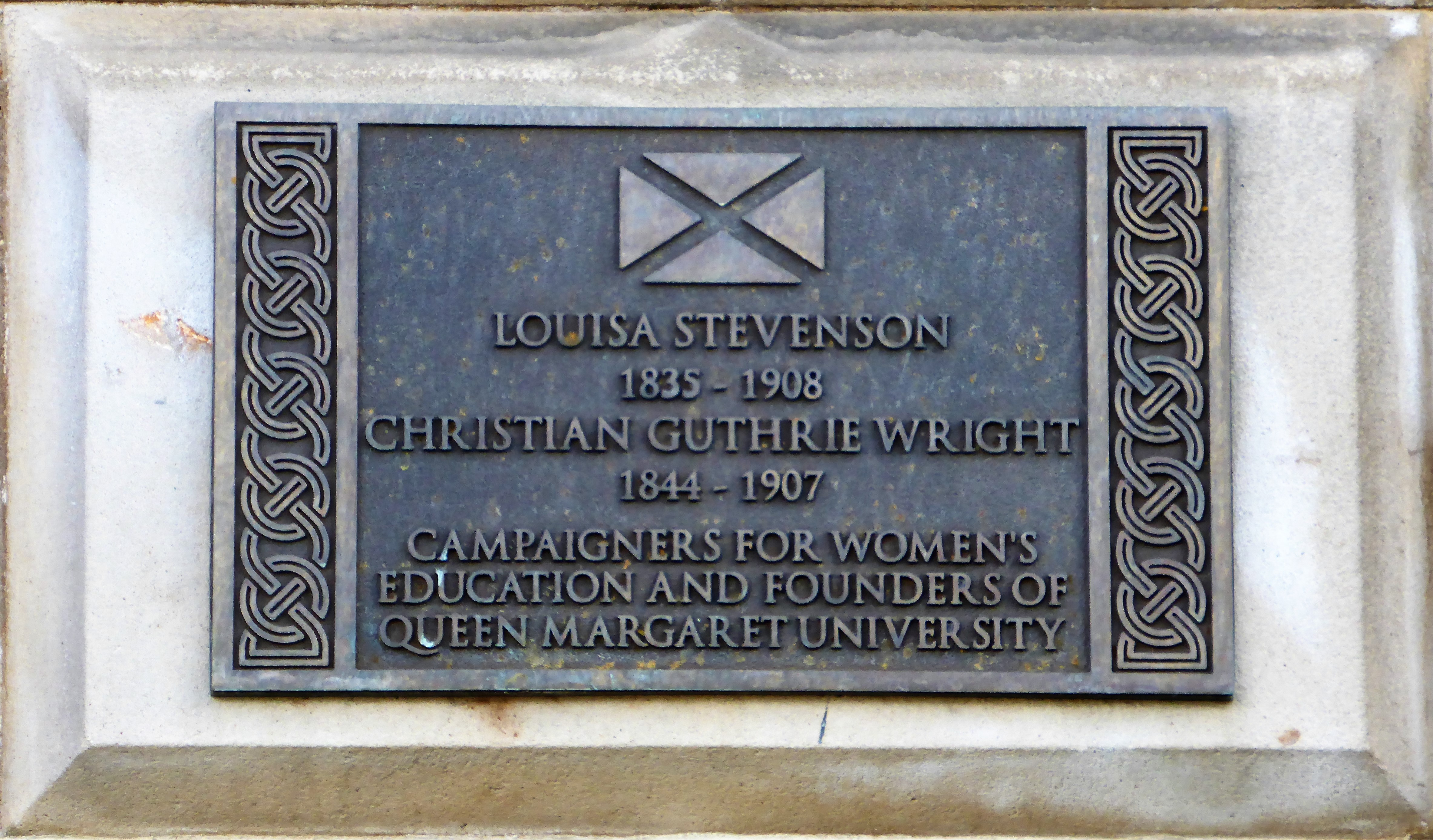
Gedenktafel für Louisa Stevenson und Christian Guthrie Wright am Haus 5 Atholl Crescent, Edinburgh

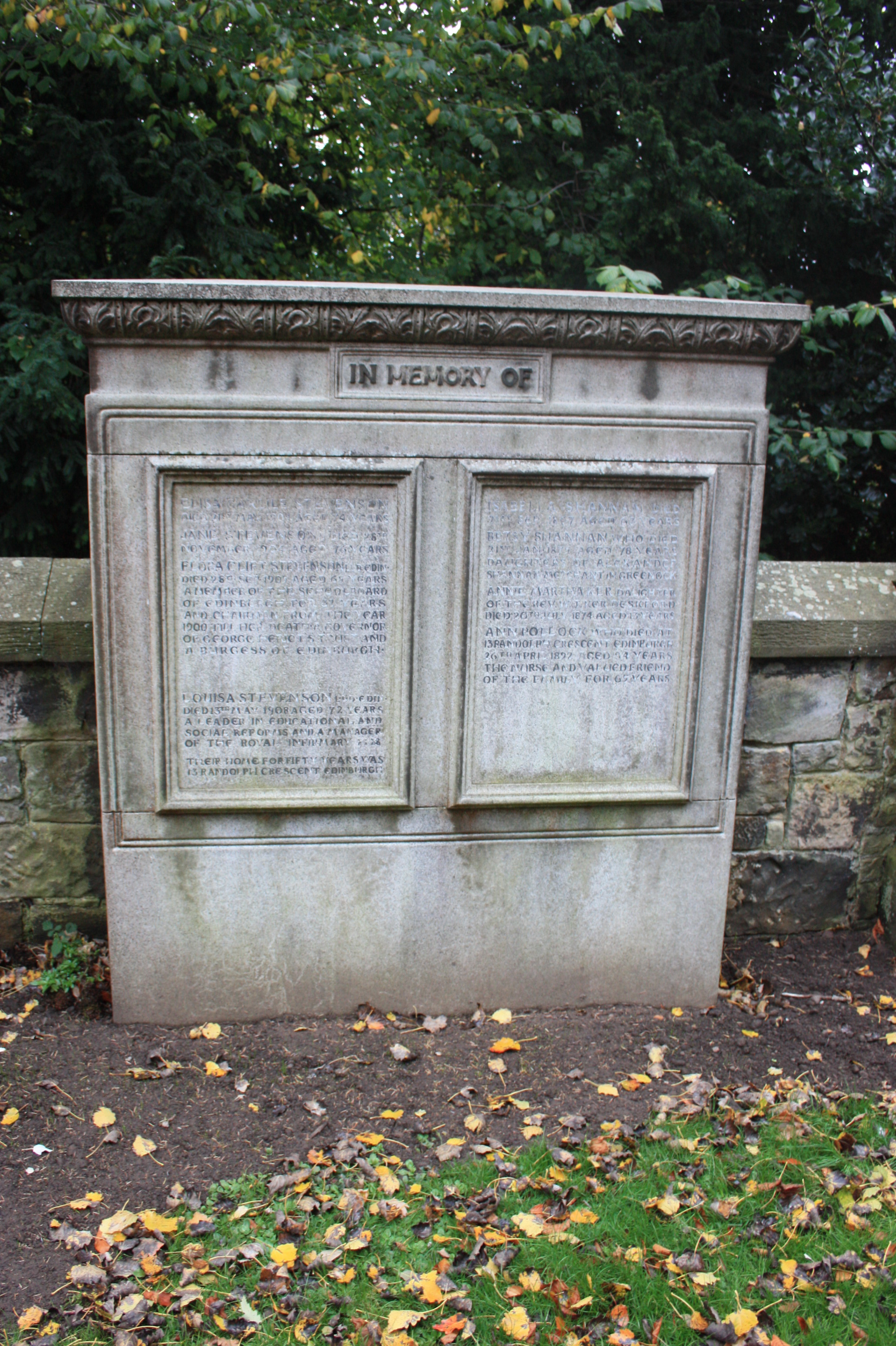
The grave of Flora Stevenson, Dean Cemetery, Edinburgh

Louisa Stevenson (* 15. Juli 1835 in Glasgow; † 13. Mai 1908 in Edinburgh) war eine schottisch-britische Kämpferin für die universitäre Ausbildung von Frauen, das Frauenwahlrecht und eine effiziente, gut organisierte Krankenpflege. Sie war die Mitbegründerin der Queen Margaret University in Edinburgh.

## Leben
Stevenson wurde in Glasgow als jüngste Tochter von Jane Stewart Shannan (Tochter von Alexander Shannan, einem Kaufmann aus Greenock) und James Stevenson (1786–1866), einem Kaufmann, geboren. Stevenson war Teil einer großen Familie, zu der auch ihre Mitstreiterin und Schwester Flora, der Architekt John James Stevenson und der Abgeordnete James Cochran Stevenson gehörten. Die Familie zog 1844 nach Jarrow, als James Stevenson Teilhaber einer Chemiefabrik wurde. Nachdem er sich 1854 zur Ruhe gesetzt hatte, zog die Familie kurz vor dem Tod der Mutter nach Edinburgh, wo sie sich 1859 in einem Haus in 13 Randolph Crescent niederließ. Dort verbrachten Flora und Louisa, sowie die beiden weiteren Schwestern Elisa (1829–1904), auch eine frühe Suffragette und Mitbegründerin der Edinburgh National Society for Women's Suffrage, und Jane (1828–1904), die sich nicht an diesen Aktivitäten beteiligte, den Rest ihres Lebens. Nach dem Tod ihres Vaters, der ihnen ein komfortables Einkommen hinterließ, konnten die Schwestern Stevenson beträchtliche finanzielle Mittel für verschiedene Zwecke aufbringen. Das Haus trägt heute eine Gedenktafel Women of Achievement für die Schwestern Stevenson.
Sie und ihre Schwester Flora engagierten sich in der Bewegung für die Öffnung der Universitäten für Frauen und nahmen 1868 als Mitglieder der Edinburgh Ladies' Educational Association auch an der ersten von der Association nach dem Lehrplan der Universität und deren Standards organisierten Vorlesung zur Englischen Literatur teil, die von David Masson gehalten wurde. Stevenson engagierte sich auch als Sekretärin der Association.
Zu der Zeit unterstützte sie Sophia Jex-Blake bei ihrer Kampagne zur Öffnung der medizinischen Ausbildung für Frauen und war Schatzmeisterin eines Unterstützungskomitees, das Jex-Blake bei den Kosten der damit verbundenen Rechtsvertretungen half. Sie und Flora finanzierten ihrer Nichte, Alice Stewart Ker, ein einjähriges Medizinstudium in Bern. Ker wurde die 13. britische Ärztin.
Stevensons Rolle in der Edinburgh Ladies' Educational Association führte dazu, dass sie vor einer Kommission für Hochschulbildung aussagte und so zum schottischen Universitätsgesetz von 1889 beitrug, das schottische Universitäten ab 1892 für weibliche Studenten öffnete. Dies führte zur Beschaffung von Mitteln für ein Frauenwohnheim an der Universität Edinburgh, die Masson Hall, das 1897 mit Stevenson als Sekretärin eröffnet wurde.
Sie leistete auch einen Beitrag zur Bildung, indem sie zusammen mit Christian Guthrie Wright die Edinburgh School of Cookery am Atholl Crescent gründete. Die Schule unter der Leitung von Ethel Maud De la Cour sollte den hauswirtschaftlichen Unterricht in Schottland prägen. Die Edinburgh School war ein Vorläufer der Queen Margaret University.
Während ihre Schwester Flora eine der ersten Frauen war, die jemals in einem School Board („Schulausschuss“) saß, war Stevenson eine der ersten Frauen, die in ein Hospital Board (Krankenhausausschuss) gewählt wurde. Sie skeptische männliche Board-Mitglieder des Edinburgh Royal Infirmary von der Gleichwertigkeit der Arbeit einer Frau in dieser Leitungsposition überzeugen und wurde auch sechsmal wiedergewählt.
In ihrer Position als erste Poor Law Guardian der Stadt interessierte sich Stevenson besonders für den Standard der Krankenpflege im Armenhaus. Sie half bei der Leitung des Jubilee Nurses Institute (für District Nurses) und der Colonial Nursing Organisation (für Krankenschwestern, die in verschiedenen Teilen des Britischen Empire benötigt wurden) und war außerdem Präsidentin der Society for the State Registration of Trained Nurses.
Stevenson war zudem eine der ersten (von zwei) Frauen, die in das Parochial board, später das Parish Council, der Stadt gewählt wurden, dem sie zehn Jahre lang angehörte.
Sie setzte sich Zeit ihres Lebens für das Frauenwahlrecht ein und war in den 1890er Jahren Mitglied des Exekutivausschusses der National Union of Women's Suffrage Societies. In ihren letzten Lebensjahren traf sie im Rahmen einer Delegation von Frauenrechtlerinnen mit Premierminister Henry Campbell-Bannerman zusammen, und im selben Jahr, 1906, erhielt sie die Ehrendoktorwürde der Universität Edinburgh.
Stevenson starb 1908 zu Hause in Edinburgh und ist zusammen mit ihren Schwestern auf dem Dean Cemetery im Westen Edinburghs begraben.

Her genial courtesy and her indomitable perseverance contribute largely to the success of any work which she undertakes.

„Ihre liebenswürdige Höflichkeit und ihre unbeirrbare Beharrlichkeit tragen in hohem Maße zum Erfolg jeder Arbeit bei, die sie in Angriff nimmt.“